# Енгорок
Енгоро́к (рос. Энгорок) — село у складі Хілоцького району Забайкальського краю, Росія. Адміністративний центр та єдиний населений пункт Енгороцького сільського поселення.

## Населення
Населення — 171 особа (2010; 217 у 2002).
Національний склад (станом на 2002 рік):
- росіяни — 100 %